# Loi d'orientation et de programme pour l'avenir de l'école
Pour les articles homonymes, voir Loi Fillon.
 (août 2023).
Si vous disposez d'ouvrages ou d'articles de référence ou si vous connaissez des sites web de qualité traitant du thème abordé ici, merci de compléter l'article en donnant les références utiles à sa vérifiabilité et en les liant à la section « Notes et références ».
Lire en ligne

La loi sur Légifrance

La loi d’orientation et de programme pour l’avenir de l’école, dite « loi Fillon » du nom du ministre qui l'a proposée, est une loi française du 23 avril 2005, promulguée par le gouvernement Raffarin (UMP), qui réforme le système éducatif français.

## Contenu
La loi Fillon inclut notamment :
- Un socle commun de connaissances, sur lequel le Haut Conseil de l'éducation donne ses préconisations
- Un contrat personnel de réussite
- Des bourses au mérite
- Trois heures de soutien pour les professeurs des écoles
- Une suppression du deuxième enseignement de détermination en seconde
- Un partenariat école-commissariat.

Le partenariat école-commissariat est un projet décidé antérieurement mais qui ne trouve son application concrète qu'à partir de la loi Fillon, avec l'apparition d'un "correspondant" (policier ou gendarme) pour chaque établissement, à qui "le chef d'établissement doit signaler les infractions pénales au procureur de la République en vue de mettre en œuvre des réponses rapides et adaptées".
La Loi Fillon modifie les modalités de remplacement des enseignants dans le secondaire (pour cause de maladie, formation, etc.). Ne tenant pas compte des contraintes de service des enseignants, cette modification a entraîné le non-remplacement des professeurs pour des absences pouvant aller jusqu'à deux semaines.
Le Conseil constitutionnel a censuré deux articles 
- l'article 7 qui entendait définir les missions de l'école, comme dénué de portée normative ;
- l'article 12, qui approuvait un rapport en annexe, le conseil économique et social n'ayant pas été préalablement saisi, alors que cette mesure ne pouvait figurer que dans une loi de programme[1],[2], lesquelles, selon l'article 70 de la Constitution dans sa version alors en vigueur devait être soumises au Conseil économique et social pour avis[3].

Ce rapport précisait qu'il est préférable de réduire le nombre d'options dans l'enseignement secondaire. Il « ne fait plus partie de la loi » mais « reste la référence pour son application par voie réglementaire » (phrases extraites du site officiel).
À la suite de la victoire du "non" au référendum du 29 mai 2005, et du remplacement du ministre, l'application des dispositions les plus contestées de la loi fut ajournée. Une grande partie du texte passa ensuite sous forme de décrets d'application.

## Textes antérieurs: débat public, rapport Thélot, projets de loi Fillon
Le rapport Thélot, remis au premier ministre le 12 octobre 2004 qui est à l'origine de la loi Fillon, est présenté comme la synthèse d'un grand débat national public sur l'avenir de l'école. Ce débat avait été voulu par Luc Ferry, prédécesseur de François Fillon.

## Mouvement lycéen contre la loi Fillon
Le projet de loi a donné lieu à un mouvement lycéen à travers la France, qui a duré plusieurs mois.